# Dabene
Dabene to miejscowość w Bułgarii, 120 km na wschód od Sofii. 
W okolicy wioski odkopano pozostałości osady starożytnej i trzech kurhanów. W jednym z grobowców odkryto ciało mężczyzny, prawdopodobnie przedstawiciela lokalne arystokracji, otoczone 15 tysiącami złotych przedmiotów. Wśród nich były kółka, koraliki, naszyjniki, spiralne ozdoby włosów. Znalezisko z Dabene jest największym tego typu w Europie.
Przedmioty znalezione w skarbie z Dabene przypominają techniką wyrobu i ogólnym wyglądem skarb z Troi. Oba skarby pochodzą też z tego samego okresu historycznego, ok. 2200 roku p.n.e.  Archeolodzy wskazują na wyższą jakość wykonania skarbu i w Bułgarii lokalizują najlepszy ośrodek złotniczy Europy sprzed 4200 lat.